# Draževići (gmina Nova Varoš)
Draževići (cyr. Дражевићи) – wieś w Serbii, w okręgu zlatiborskim, w gminie Nova Varoš. W 2011 roku liczyła 371 mieszkańców.